# Közös védjegyoltalom
A védjegyre vonatkozó jogközösség körébe tartozik mind a közös védjegyoltalmi igény és a közös védjegyoltalom. Ha a  védjegybejelentést saját nevében egyszerre több védjegybejelentő nyújtja be, őket közös védjegyoltalmi igény  illeti meg, míg a védjegy lajstromozása után közös jogosultak lesznek, akiket  közös védjegyoltalom illet meg.

Mivel a védjegyoltalom a lajstromozással keletkezik, a közös védjegyoltalmi igény a védjegy lajstromozása előtt, a  védjegybejelentés során merül fel, míg a védjegy lajstromozása közös védjegyoltalmat keletkeztet. 
A közös védjegyoltalomra vonatkozó szabályokat megfelelően alkalmazni kell a közös védjegyoltalmi igényre is.

## Magyarországon
A közös védjegyoltalmi igényt és a közös védjegyoltalmat a védjegyek és földrajzi árujelzők oltalmáról szóló 1997. évi XI. törvény 21. §-a vezette be Magyarországon. (Korábban egy védjegy jogosultja csak egyetlen személy lehetett.) Ezek szerint:

Ha a védjegyoltalomnak több jogosultja van, saját hányadával bármelyik jogosult rendelkezhet. A védjegyoltalom jogosultjának részesedési hányadára a többi jogosultat harmadik személlyel szemben elővásárlási jog illeti meg.
A védjegyet bármelyik jogosult egyedül is használhatja, köteles azonban társainak, részesedési hányaduk arányában, megfelelő díjat fizetni. Az ilyen védjegyhasználat a védjegytörvény 18. §-ának  alkalmazásában valamennyi védjegyjogosult által történő használatnak minősül. A közös védjegyoltalom jogosultjai a védjegy használatára harmadik személy részére csak közösen adhatnak engedélyt. A hozzájárulást a polgári jog általános szabályai szerint a bíróság ítélete pótolhatja. Kétség esetén a közös védjegyoltalom jogosultjainak részesedési hányada egyenlő. Ha az egyik jogosult a védjegyoltalomról lemond, hányadára a többi jogosult joga részesedésük arányában kiterjed. A védjegyoltalom megújítása, érvényesítése és védelme érdekében bármelyik jogosult önállóan is felléphet. Eljárási cselekményei - az egyezséget, az elismerést és a jogról való lemondást kivéve - arra a védjegyjogosultra is kihatnak, aki valamely határidőt, határnapot vagy cselekményt elmulasztott, feltéve, hogy mulasztását utóbb nem pótolta.
Ha a közös védjegyoltalom jogosultjainak eljárási cselekményei egymástól eltérnek, azokat az eljárás egyéb adatait is figyelembe véve kell elbírálni. A közös védjegyoltalommal kapcsolatos költségek a jogosultakat egymás közötti viszonyukban részesedési hányaduk arányában terhelik. Ha a védjegyjogosultak egyike a rá eső költségeket felhívás ellenére sem fizeti meg, a költségeket viselő jogosult a mulasztó hányadának átruházását igényelheti.

## A Polgári Törvénykönyv kisegítő alkalmazása
Azokban a Polgári törvénykönyv hatálya alá tartozó kérdésekben, amelyeket a közös védjegyoltalmi igénnyel kapcsolatban a védjegytörvény nem szabályoz, a magyar Polgári Törvénykönyv rendelkezései az irányadók.  Itt főleg a közös tulajdon szabályairól van szó.